# Peugeot 208 R2
La Peugeot 208 R2 è una variante da competizione della Peugeot 208 I omologata per la categoria R2, prodotta dal 2012 al 2019 e sviluppata dal reparto corse della casa automobilistica francese Peugeot per competere nella serie J-WRC e WRC-3 del campionato del mondo rally e del ERC.
La vettura ha esordito al Tour de Course nel maggio 2012.
In seguito nel 2017 la vettura è stata sottoposta ad un aggiornamento, con l'introduzione della 208 R2B, che rappresenta un'evoluzione con più cavalli (circa 190 CV) e varie migliorie meccaniche.
Nel 2019 ha vinto la classifica costruttori due ruote motrici al campionato italiano rally.

## Palmarès
- 1 WRC-3 (2018) con Enrico Brazzoli[3]

### Vittorie nel WRC3
| # | Anno | Rally                                      | Pilota          | Co-pilota         |
| - | ---- | ------------------------------------------ | --------------- | ----------------- |
| 1 | 2016 | 13° Rally Italia Sardegna                  | Fabio Andolfi   | Manuel Fenoli     |
| 2 | 2016 | 52° RallyRACC Catalunya - Costa Daurada    | Fabio Andolfi   | Manuel Fenoli     |
| 3 | 2017 | 85ème Rallye Automobile Monte-Carlo        | Raphaël Astier  | Frédéric Vauclare |
| 4 | 2017 | 60° Che Guevara Energy Drink Tour de Corse | Raphaël Astier  | Frédéric Vauclare |
| 5 | 2017 | 73° Dayinsure Wales Rally GB               | Raphaël Astier  | Frédéric Vauclare |
| 6 | 2018 | 86ème Rallye Automobile Monte-Carlo        | Enrico Brazzoli | Luca Beltrame     |
| 7 | 2018 | 36° ADAC Rallye Deutschland                | Taisko Lario    | Tatu Hämäläinen   |
| 8 | 2018 | 54° RallyRACC Catalunya - Costa Daurada    | Enrico Brazzoli | Luca Beltrame     |

### Vittorie nell'ERC 2WD
| # | Anno | Rally                      | Pilota             | Co-pilota     |
| - | ---- | -------------------------- | ------------------ | ------------- |
| 1 | 2013 | 49° Geko Ypres Rally       | Xavier Baugnet     | Eric Borguet  |
| 2 | 2013 | 43° Barum Czech Rally Zlín | Jan Černý          | Pavel Kohout  |
| 3 | 2014 | Rally Liepāja 2014         | Jan Černý          | Pavel Kohout  |
| 4 | 2014 | 49° SATA Rallye Açores     | Stéphane Lefebvre  | Thomas Dubois |
| 5 | 2014 | 50° Geko Ypres Rally       | Kevin Demaerschalk | Bram Eelbode  |

### Vittorie nell'ERC3
| #  | Anno | Rally                                      | Pilota            | Co-pilota        |
| -- | ---- | ------------------------------------------ | ----------------- | ---------------- |
| 1  | 2015 | 32° Int. Jänner Rallye                     | Sławomir Ogryzek  | Jakub Wróbel     |
| 2  | 2015 | 50° SATA Rallye Açores                     | Chris Ingram      | Gabin Moreau     |
| 3  | 2015 | 6° auto24 Rally Estonia                    | Ralfs Sirmacis    | Arturs Šimins    |
| 4  | 2016 | 40° Rally Islas Canarias - El Corte Inglés | Łukasz Habaj      | Piotr Woś        |
| 5  | 2016 | 51° Azores Airlines Rallye                 | Diogo Gago        | Hugo Magalhães   |
| 6  | 2016 | 7° auto24 Rally Estonia                    | Miko-Ove Niinemäe | Martin Valter    |
| 7  | 2016 | 25° Rajd Rzeszowski                        | Nikolay Gryazin   | Yaroslav Fedorov |
| 8  | 2017 | 5° Rally di Roma Capitale                  | Filip Mareš       | Jan Hloušek      |
| 9  | 2018 | 53° Azores Airlines Rallye                 | Diogo Gago        | Miguel Ramalho   |
| 10 | 2018 | 47° Cyprus Rally                           | Laurent Pellier   | Geoffrey Combe   |
| 11 | 2019 | 54° Azores Rallye                          | Efrén Llarena     | Sara Fernández   |
| 12 | 2019 | 49° Barum Czech Rally Zlín                 | Efrén Llarena     | Sara Fernández   |
| 13 | 2019 | 48° Cyprus Rally                           | Efrén Llarena     | Sara Fernández   |

### Vittorie nel Junior ERC
| #  | Anno | Rally                              | Pilota            | Co-pilota       |
| -- | ---- | ---------------------------------- | ----------------- | --------------- |
| 1  | 2014 | Rally Liepāja 2014                 | Jan Černý         | Pavel Kohout    |
| 2  | 2014 | 72° Circuit of Ireland             | Jan Černý         | Pavel Kohout    |
| 3  | 2014 | 49° SATA Rallye Açores             | Stéphane Lefebvre | Thomas Dubois   |
| 4  | 2014 | 50° Geko Ypres Rally               | Stéphane Lefebvre | Thomas Dubois   |
| 5  | 2014 | 44° Barum Czech Rally Zlín         | Stéphane Lefebvre | Thomas Dubois   |
| 6  | 2014 | 55° Rallye International du Valais | Andrea Crugnola   | Michele Ferrara |
| 7  | 2014 | 57° Tour de Corse                  | Andrea Crugnola   | Michele Ferrara |
| 8  | 2015 | 50° SATA Rallye Açores             | Chris Ingram      | Gabin Moreau    |
| 9  | 2015 | 6° auto24 Rally Estonia            | Ralfs Sirmacis    | Arturs Šimins   |
| 10 | 2016 | 51° Azores Airlines Rallye         | Diogo Gago        | Hugo Magalhães  |
| 11 | 2016 | 7° auto24 Rally Estonia            | Miko-Ove Niinemäe | Martin Valter   |
| 12 | 2017 | 5° Rally di Roma Capitale          | Filip Mareš       | Jan Hloušek     |
| 13 | 2018 | 53° Azores Airlines Rallye         | Diogo Gago        | Miguel Ramalho  |
| 14 | 2018 | 42° Rally Islas Canarias           | Diogo Gago        | Miguel Ramalho  |
| 15 | 2019 | 54° Azores Rallye                  | Efrén Llarena     | Sara Fernández  |
| 16 | 2019 | 49° Barum Czech Rally Zlín         | Efrén Llarena     | Sara Fernández  |